# Coupe de Slovaquie de volley-ball masculin

## Généralités
La Coupe de Slovaquie de volley-ball est organisé par la Fédération slovaque de volley-ball (Slovenská Volejbalová Federácia, SVF). Depuis 2009, les finalistes (ou seulement le vainqueur suivant les années) disputent la Coupe de Tchécoslovaquie

## Historique
- La coupe de Slovaquie a été créé en 1993, à l'occasion de la dissolution de la Tchécoslovaquie.

## Palmarès
| Date            | Vainqueur                         | Score                             | Finaliste                  |
| --------------- | --------------------------------- | --------------------------------- | -------------------------- |
| 1993            | VKP Bratislava                    |                                   | VKM Žilina                 |
| 1994            | VKP Bratislava                    |                                   | VKM Žilina                 |
| 1995            | VKP Bratislava                    |                                   |                            |
| 1996            | VKP Bratislava                    |                                   |                            |
| 1997-2002       | compétitions non disputées        | compétitions non disputées        | compétitions non disputées |
| 2003            | ŠK Matador Púchov                 |                                   |                            |
| 2004            | VKP Bratislava                    |                                   |                            |
| 6 janvier 2005  | VK PU Prešov                      | 3-2 21-25 25-21 25-17 20-25 15-9  | ŠK Matador Púchov          |
| 19 février 2006 | VK Cityfarma Nové Mesto nad Váhom |                                   | MVK Lokomotíva Zvolen      |
| 20 janvier 2007 | VKP Bratislava                    | 3-1 25-23 28-26 11-25 25-17       | VK PU Prešov               |
| 2 février 2008  | VKP Bratislava                    | 3-2 15-25 25-23 21-25 25-19 15-12 | VK Chemes Humenné          |
| 31 janvier 2009 | VK Chemes Humenné                 | 3-2 25-21 25-23 25-27 21-25 15-14 | VKP Bratislava             |
| 30 janvier 2010 | VKP Bratislava                    | 3-1 25-19 24-26 25-17 25-18       | VK Chemes Humenné          |
| 29 janvier 2011 | VK Chemes Humenné                 | 3-0 25-19 25-20 25-23             | VKP Bratislava             |
| 29 janvier 2012 | Volley Team Bratislava            | 3-2 25-20 20-25 23-25 25-22 16-14 | VK Slávia Svidník          |
| 3 février 2013  | UNICEF Bratislava                 | 3-0 25-17 25-23 25-18             | VK Chemes Humenné          |
| 2 février 2014  | VK Chemes Humenné                 | 3-0 25-17 25-20 25-20             | VK PU MIRAD Prešov         |